# Veste Feinfeld
Die Veste Feinfeld (heute Burgstall Feinfeld) ist die Ruine einer kleinen Niederungsburg in Feinfeld, Katastralgemeinde der Gemeinde Röhrenbach im Bezirk Horn von Niederösterreich. Von der Veste ist heute nur mehr der Rest des Bergfrieds vorhanden; dieser befindet sich nördlich der Ortskapelle. 1994 und 2001/02 wurden die Reste der Burg archäologisch untersucht.

## Geschichte
Vom kleinadeligen Geschlecht Voneinfelde wird um 1180 ein Henricus und 1221 Pobbo von Vunfelde genannt. 1272 erscheint der Ritter Konrad „de Vunnfelde“ in einer Urkunde. Die Herren von Feinfeld waren Gefolgsleute der Herrschaft Horn. Albero der Vainfelder, der letzte aus diesem Rittergeschlecht, ist zuletzt 1377 nachweisbar. 1339 gehört Albero von Kuenring das Gut, 1340 aber schon Wolfgang von Steinach. 1414 gelangen die Kuefstein in den Besitz von Feinfeld, der ihr erster Sitz in Niederösterreich war. Hans Lorenz von Kuefstein erwarb 1534 Greillenstein und vereinigte die beiden Herrschaften, wodurch die Burg Feinfeld dann an Bedeutung verlor. Die Kuefsteiner waren 1584 noch mehrheitlich in Feinfeld begütert. Hans Ludwig von Kuefstein auf Greillenstein nennt sich 1630 auch „Herr auf Feinfeldz“. Auf einem Stich Georg Matthäus Vischer 1672 ist die Burg mit drei Türmen abgebildet. Auf Fotos von 1904 sind einige Gebäude zu sehen.

## Bauwerk
Bei Ausgrabungen 1994 und 2001/02 wurde die Burg untersucht. Die Kernburg lag im Norden, die Vorburg reichte im Süden bis in den Ortskern hinein. Der zentrale quadratische, heute noch zweigeschoßige Bergfried hat eine Länge von 7,60 Meter, dem lagerhaften Bruchsteinmauerwerk nach wurde er im 13. Jahrhundert erbaut. An der Südseite hat der Turm einen Hocheinstieg mit sekundärem Schulterbogenportal-Gewände aus dem 15. Jahrhundert. Der ebenerdige Eingang sowie das Ziegelgewölbe im Erdgeschoß sind später entstanden, Reste eines polychromen Putzdekors deuten auf das 16. Jahrhundert hin. Südlich des Bergfrieds lag ein kleiner Hof mit einem Brunnen. Die Randbebauung des Südost-Berings bestand aus einem kleinen Torturm und einem unterkellerten Gebäude aus dem 14. Jahrhundert. Westlich des Turms lagen Wirtschaftsgebäude, darunter ein Küchenbau mit Backofen, der auch später genutzt worden sein dürfte. Der nördlich gelegene Hof war vom 13. bis 16. Jahrhundert genutzt, im ältesten Siedlungshorizont fand man einen Kalkbrennofen.
Die Kernanlage umgab ein doppelter Sohlgrabenring mit einem zwischengelagerten Erdwall, der entlang der inneren Grabenseite mit einem Mauerbering gesichert war. Die Umfassungsmauer war an drei Seiten gerade, die SO-Seite war gerundet.
Die südlich vorgelagerte Vorburg hatte westlich einen massiv gebauten Wirtschaftshof, der durch eine Mauer vom östlichen, in Holz erbauten Bereich getrennt war. Mehrere Rennöfen, Röstbetten sowie schlackenverfüllte Gruben belegen die Gewinnung und Verarbeitung von Eisen.
Kernburg und Vorburg dürften gemeinsam im 16. Jahrhundert aufgeben worden sein.
Heute liegen die sichtbaren Reste der Burg mitten in einem Acker, umgeben von 1–2 Meter hohen Wallresten im Norden und Westen. Im Süden befand sich die doppelte Grabenanlage. Große Teile der Burganlage wurden überbaut, die ganze Anlage ist in Privatbesitz und nicht zugänglich.